# Blancafort (Tarragona)
Blancafort ist eine Gemeinde (Municipio) mit 393 Einwohnern (Stand: 2024) im Südosten Kataloniens in Spanien. Die Gemeinde gehört zur Comarca Conca de Barberà. 

## Lage
Blancafort liegt 33 Kilometer nördlich von Tarragona in einer durchschnittlichen Höhe von ca. 430 m. 

## Bevölkerungsentwicklung
| Jahr      | 1970 | 1981 | 1991 | 2001 | 2011 | 2021 |
| --------- | ---- | ---- | ---- | ---- | ---- | ---- |
| Einwohner | 488  | 412  | 366  | 363  | 504  | 445  |

## Sehenswürdigkeiten

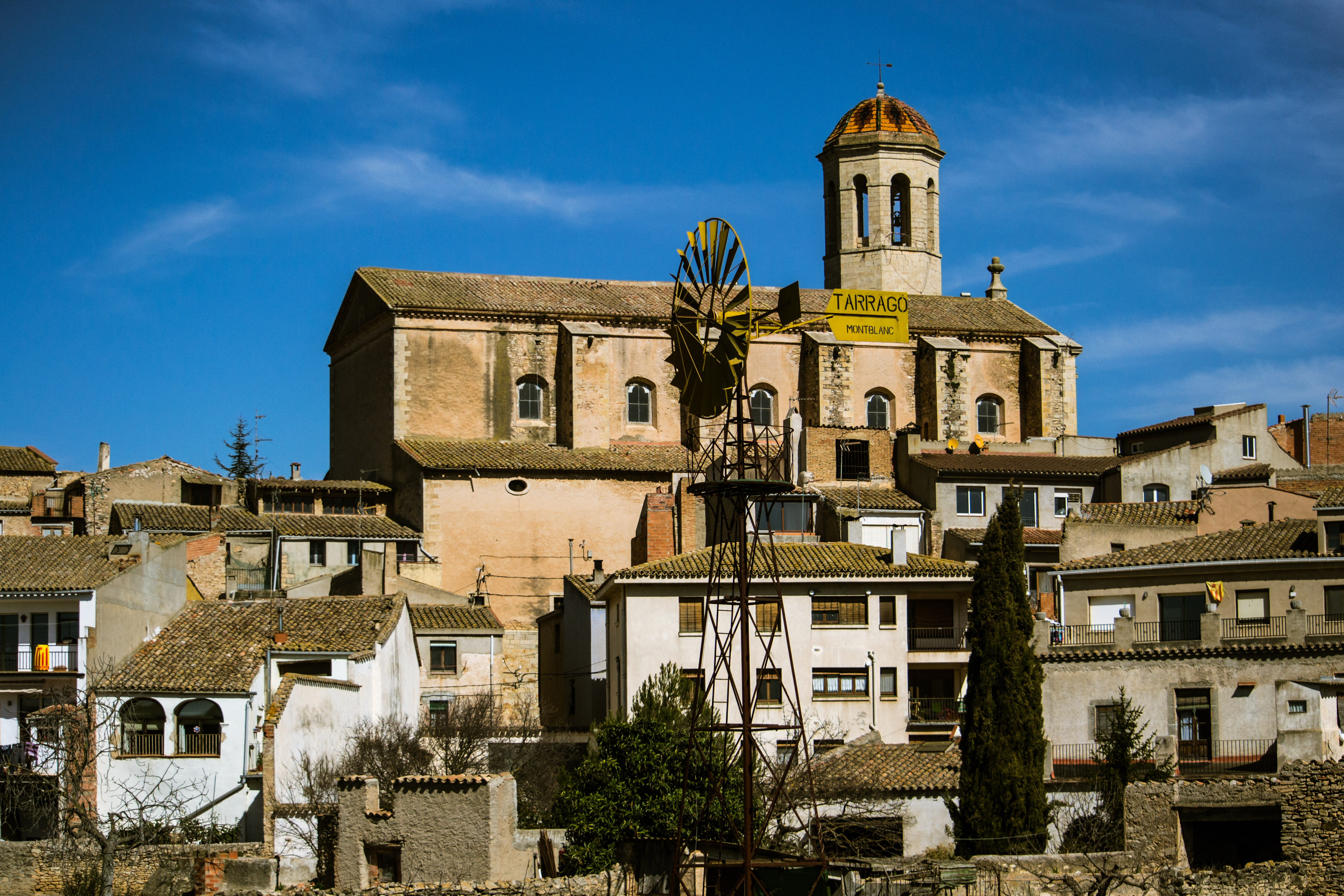
Magdalenenkirche

- Magdalenenkirche